# Norbert Hönnscheidt
Norbert Hönnscheidt (* 3. November 1960 in Wiesbaden) ist ein ehemaliger deutscher Fußballspieler.

## Sportliche Laufbahn

### Vereinskarriere
Hönnscheidt begann seine Laufbahn beim SV Erbenheim in einem Stadtteil von Wiesbaden. Über den Wiesbadener Stadtteilklub FVgg Kastel 06 kam er 1980 in die Bundesliga zu Eintracht Frankfurt. Am 3. September 1980 gab er im Spiel gegen den VfB Stuttgart (2:1) sein Bundesligadebüt. Insgesamt absolvierte er in jener Saison fünf Ligaspiele und wurde mit der SGE DFB-Pokalsieger. Er trug dazu in der 1. Hauptrunde mit einem Tor bei; das Spiel blieb allerdings das einzige für Hönnscheidt im Wettbewerb. Auch im Europapokal bestritt er ein Spiel.
Zur Saison 1981/82 wechselte er zu Wormatia Worms in die 2. Bundesliga. Hier etablierte er sich in der Stammelf, stieg aber in die Oberliga Südwest ab. Zunächst hielt er dem Verein die Treue. In der Oberliga bewies er seine Torjägerqualitäten und erzielte in 16 Spielen zwölf Tore. Im November 1982 ging er zum Ligakonkurrenten 1. FC Saarbrücken, mit dem er am Saisonende unter Trainer Uwe Klimaschefski als Meister in die 2. Bundesliga aufstieg. Worms konnte sich indes nur knapp vor dem erneuten Abstieg retten. Saarbrücken war in der folgenden Zweitligasaison nicht in den Abstiegskampf verwickelt, Hönnscheidt war mit zehn Toren der erfolgreichste Torschütze des Teams. 1984/85 erreichte der FCS mit einem dritten Platz sogar die Relegation zur Bundesliga, die er gegen Arminia Bielefeld erfolgreich bestritt und somit in die höchste deutsche Spielklasse aufstieg. Auch dort erwies sich der Stürmer als treffsicher, doch verhinderten seine sechs Treffer nicht den direkten Wiederabstieg der Saarländer. 1986/87 war Saarbrücken vom Wiederaufstieg weit entfernt, Hönnscheidt verließ nach der Saison den Verein Richtung 1. FSV Mainz 05 in die Oberliga Südwest. Im ersten Jahr in Mainz stieg er mit dem Verein als Südwestmeister in die 2. Bundesliga auf. Es folgten Abstieg und erneuter Aufstieg. Seine persönlich erfolgreichste Spielzeit war die zweite Aufstiegssaison 1988/89, in der er 20 Tore erzielte.
1992 wechselte er in den Amateurfußball. Dort waren seine Stationen Rot-Weiss Frankfurt, SG Hünstetten, TSG Pfeddersheim und VfR 19 Limburg. 1995 ging er zurück zum FSV Mainz 05, bei dem er vornehmlich für die Amateurmannschaft spielte. 1995 kam er zu einem letzten Zweitligaeinsatz. Ab 1997 spielte er noch für die Vereine TSG Hechtsheim und Hassia Bingen.

### Statistik
| Liga          | Spiele (Tore) |
| ------------- | ------------- |
| Bundesliga    | 030 0(6)      |
| 2. Bundesliga | 201 (42)      |
| Wettbewerb    |               |
| DFB-Pokal     | 016 0(7)      |

### Erfolge
- DFB-Pokalsieger 1981 mit Eintracht Frankfurt
- Südwestmeister 1988 und 1990 mit dem 1. FSV Mainz 05

### Auswahleinsätze
Seine Zugehörigkeit zum Bundesligakader der Frankfurt Eintracht machte Hönnscheidt auch für die Nachwuchsauswahlverantwortlichen des DFB interessant. Am 18. November 1980 debütierte der Angreifer als Auswechselspieler in der deutschen U-21-Nationalelf bei der 0:1-Niederlage gegen die französischen Altersgenossen. Es blieb sein einziger Einsatz in diesem Team.

## Trivia
Bei der Wahl zu Deutschlands Fußballer des Jahres 1992 bekam Hönnscheidt eine Stimme.